# Stüwe Gully
Die Stüwe Gully (englisch) ist eine steilwandige Schlucht an der Ingrid-Christensen-Küste des ostantarktischen Prinzessin-Elisabeth-Lands. In den Larsemann Hills liegt sie am seewärtigen Ende eines Tals, welches das Ostufer des Lake Burgess mit dem Thala-Fjord verbindet.
Das Antarctic Names Committee of Australia benannte sie nach dem Geologen Kurt Stüwe von der University of Melbourne, der im antarktischen Sommer 1987 Untersuchungen in diesem Gebiet unternommen hatte.